# Château des Caramans
 (avril 2014).
Si vous disposez d'ouvrages ou d'articles de référence ou si vous connaissez des sites web de qualité traitant du thème abordé ici, merci de compléter l'article en donnant les références utiles à sa vérifiabilité et en les liant à la section « Notes et références ».
Le château des Caramans, autrement dit le château de Roissy était un château du XVIIIe siècle qui se trouvait dans le village de Roissy-en-France, dans le département du Val-d'Oise. Il a été bâti pour Jean-Antoine de Mesmes à partir de 1704 et a été détruit au début du XIXe siècle. Quelques pans de murs subsistent dans le parc de la mairie.

## Historique
Plusieurs châteaux se sont succédé avant la construction du bâtiment au début du XIIIe siècle.
Pendant la plupart du XVIe siècle et du XVIIe siècle, la seigneurie de Roissy appartenait à la famille de Mesmes. Jean-Jacques de Mesmes, comte d'Avaux (1630-1688) légua la seigneurie à son frère cadet Jean-Antoine de Mesmes (1640-1709).
Lebeuf (1883), p. 284, nous dit du château : « Le comte d'Avaux devenu maître de cette terre, le fit abattre en 1704, et fit commencer un fort beau château qui a été continué jusqu'à sa mort... », en 1709. 
Jean-Antoine légua Roissy à sa nièce Marie-Thérèse de Mesmes (fille de Jean-Jacques), devenue par son mariage marquise de La Roche-Fontenilles et dame de Rambures. Celle-ci le vend pour 380 000 livres à la marquise de la Carte (Sennecterre), qui le revend en 1719 à John Law. Il passe ensuite au président Antoine Portail, qui le transmet à son gendre Riquet de Caraman.

## Vestiges
Du château de style classique détruit en 1794 dans le contexte de la Révolution, ne demeurent que le mur oriental et la porte sud de l'orangerie, au milieu de la façade sud dont les murs ne subsistent qu'à mi-hauteur. Autrefois couverts d'enduit, les moellons irréguliers affleurent aujourd'hui la surface. Des vestiges de pilastres en pierre appareillée ayant scandé la façade restent toutefois visibles. La porte possède un arc plein cintre, retombant de part et d'autre sur de courts bandeaux plats, et décoré simplement d'une moulure plate doublée. Quant au mur-pignon oriental de l'orangerie, il est précédé par un avant-corps en légère saillie cantonné de faux chaînages en bossage, prenant presque toute la largeur de la façade. Les mêmes bossages se répètent sur les extrémités de la façade à gauche et à droite du corps central. Ce dernier est surmonté par un fronton triangulaire, dont le tympan arbore un bas-relief représentant des figures féminines entourant un vase de fleurs et de fruits. En dessous, le larmier au-dessus de l'entablement de l'unique fenêtre supporte un autre bas-relief, avec deux chérubins symétriques tenant des grappes de raisin autour d'une conque au milieu. La clé de voûte de l'arc en anse de panier est ornée d'une griffe, et des feuilles de vigne sont visibles à gauche et à droite. Ce décor sculptural datant de 1703-09 est attribué à René Chauveau (1663-1722). Reste à mentionner un bas-relief ayant jadis orné le pignon ouest, et aujourd'hui conservé dans une propriété privée, rue de Paris. Il représente des armes attribuées par erreur à Claude de Mesmes, ancien ambassadeur de France de Louis XIV.
Le château fait l’objet d’une inscription au titre des monuments historiques depuis le 21 octobre 1925.

## Galerie

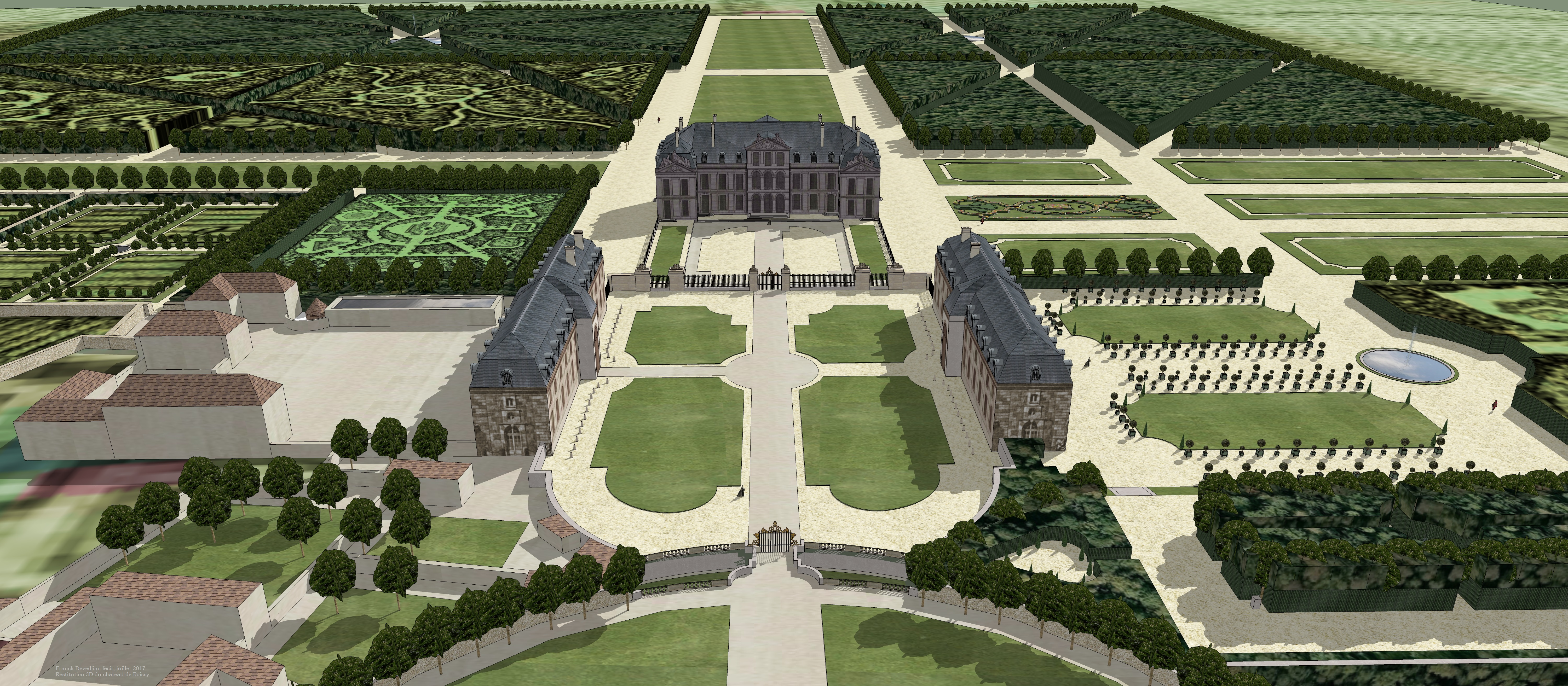
Vue cavalière du château de Roissy depuis l'entrée. XVIIIe siècle.
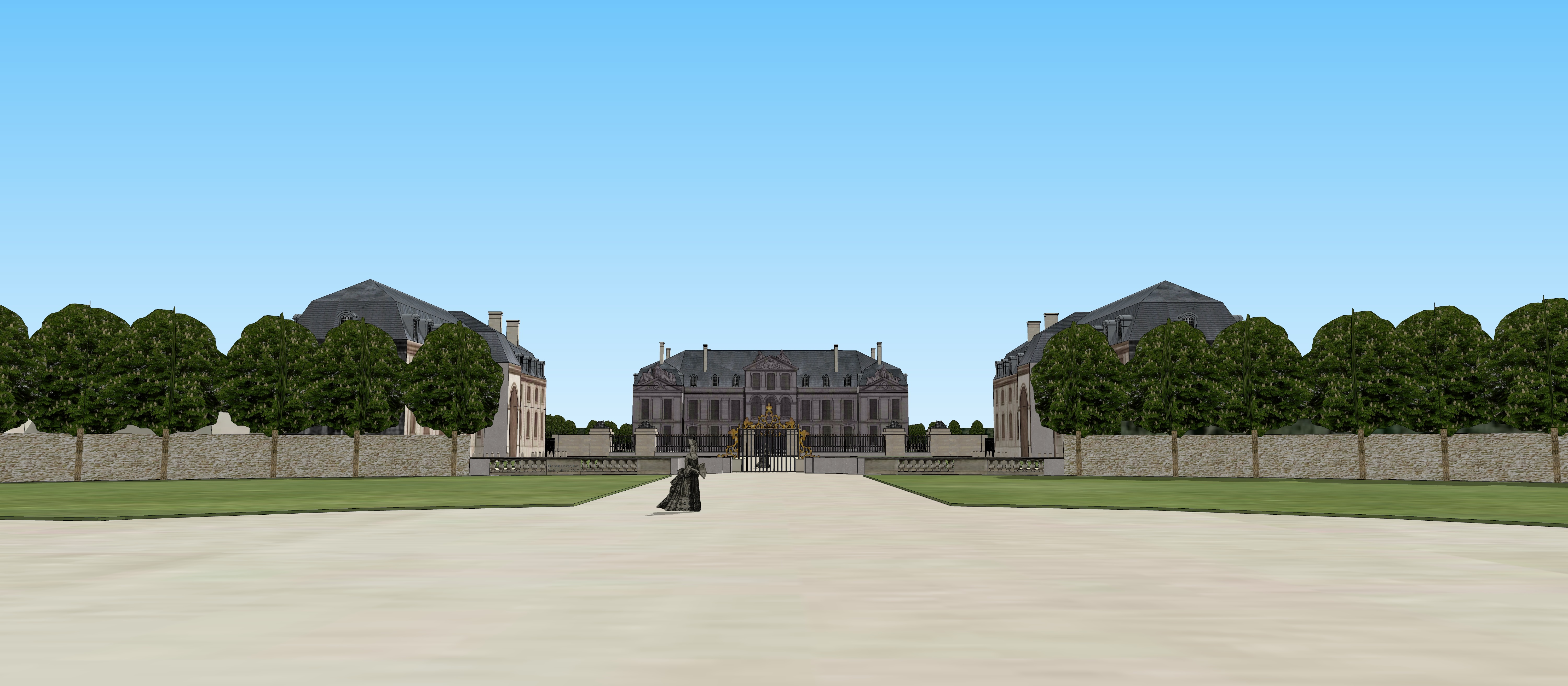
Vue du château depuis la route traversant le village de Roissy, du côté de l'entrée. XVIIIe siècle.
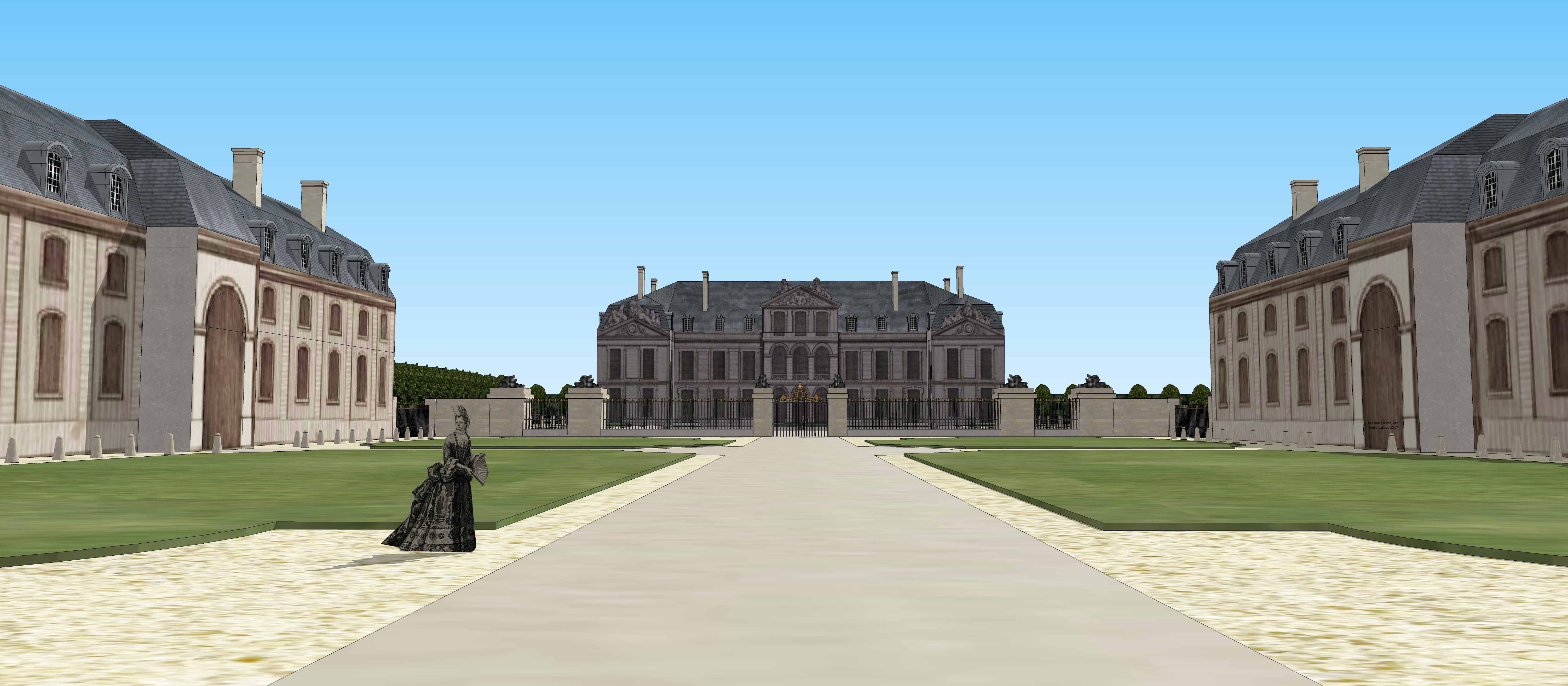
Vue du château de Roissy depuis le portail d'entrée. XVIIIe siècle.
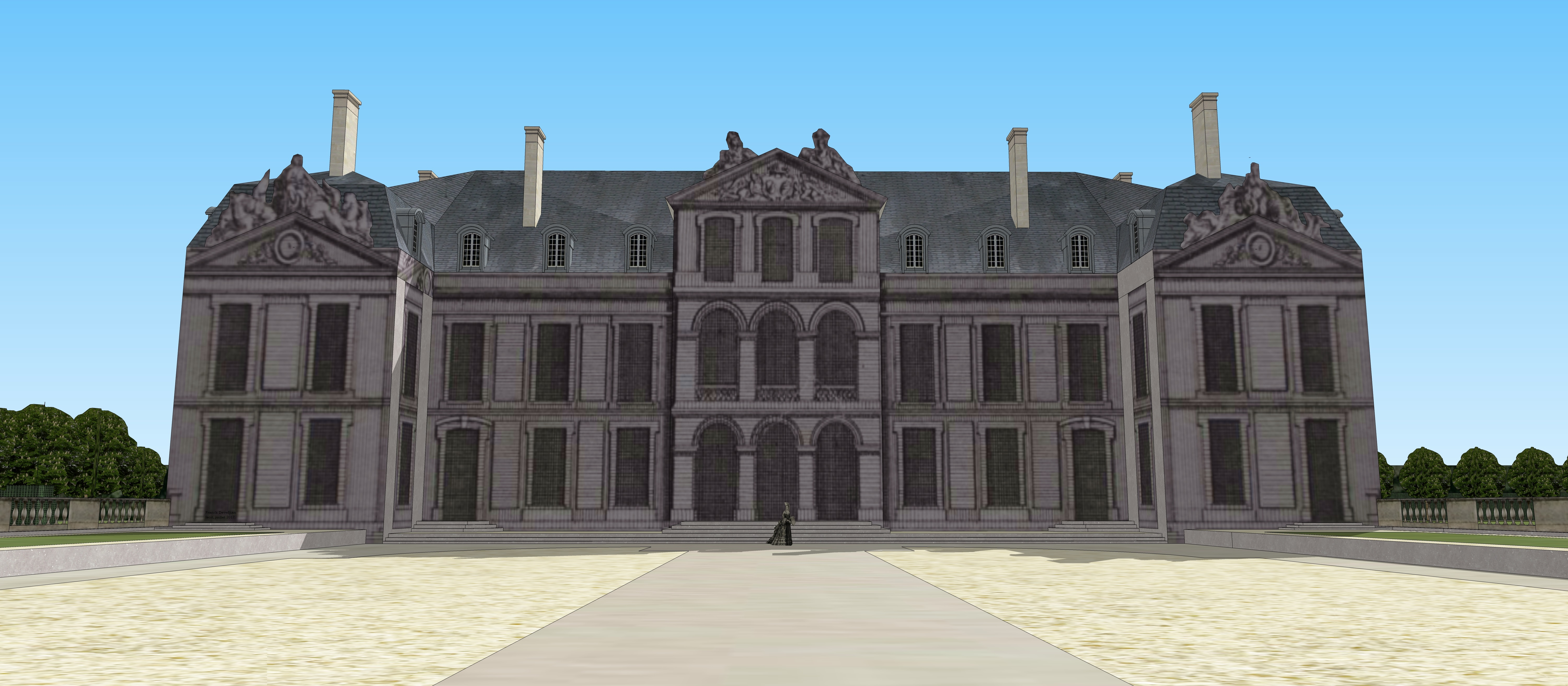
Vue du château depuis la cour d'honneur. XVIIIe siècle.
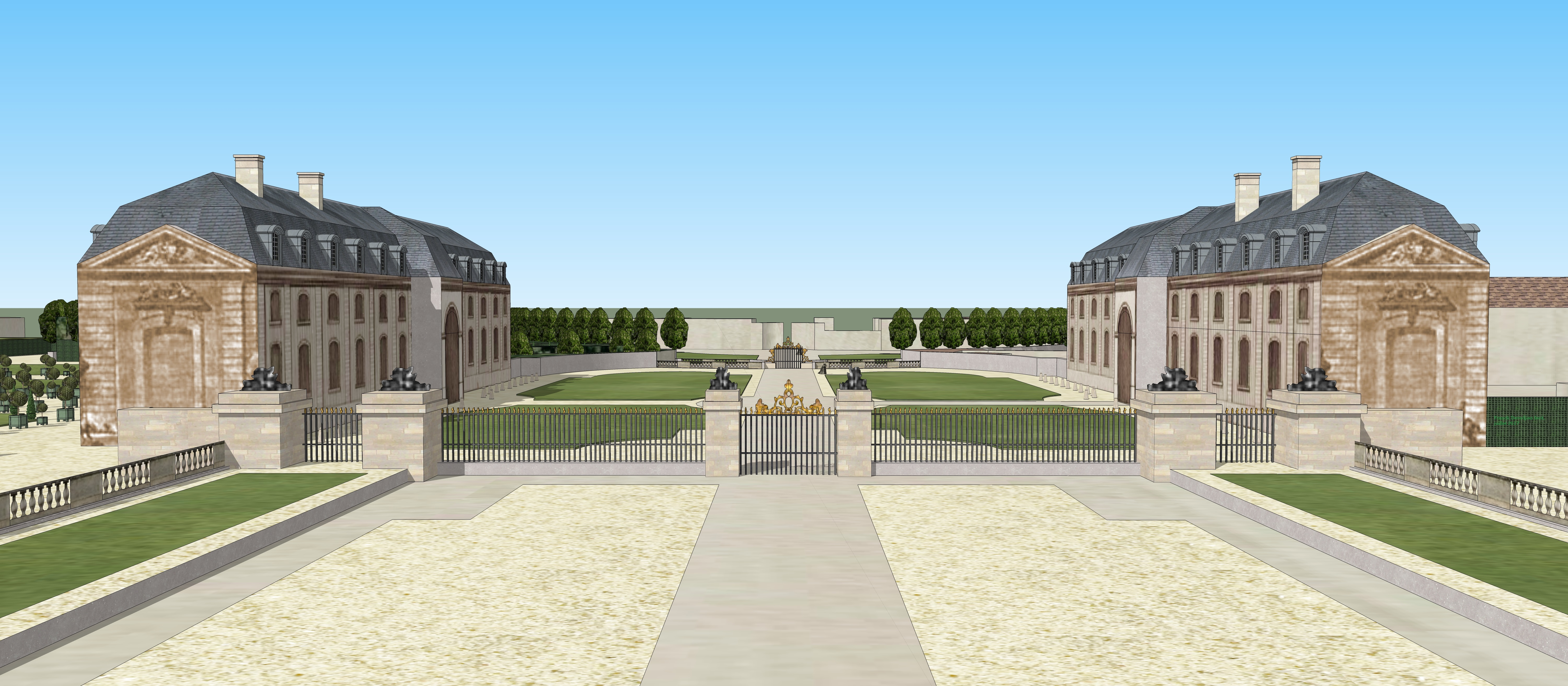
Vue sur la cour d'entrée depuis le premier étage du château. XVIIIe siècle.
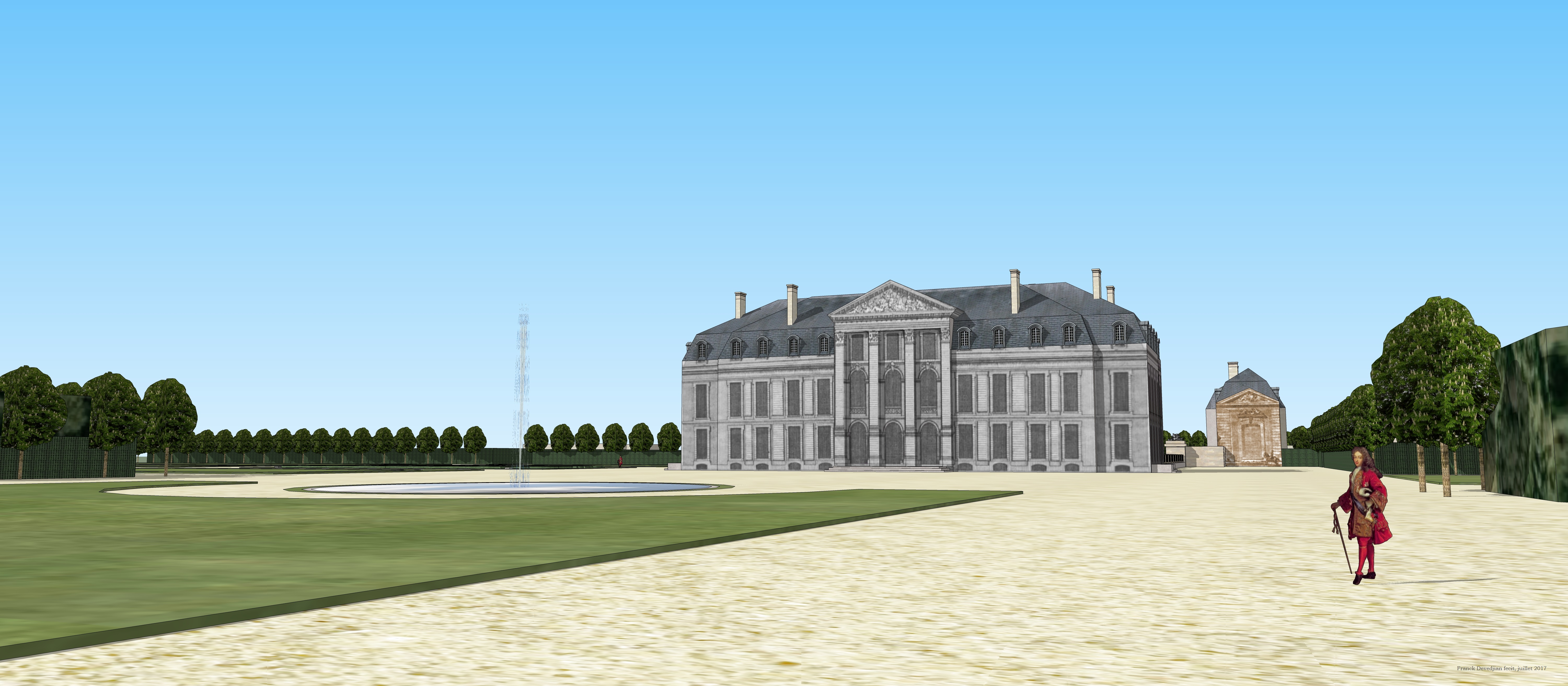
Vue du château côté jardin, depuis l'une des deux allées latérales du grand axe. XVIIIe siècle.
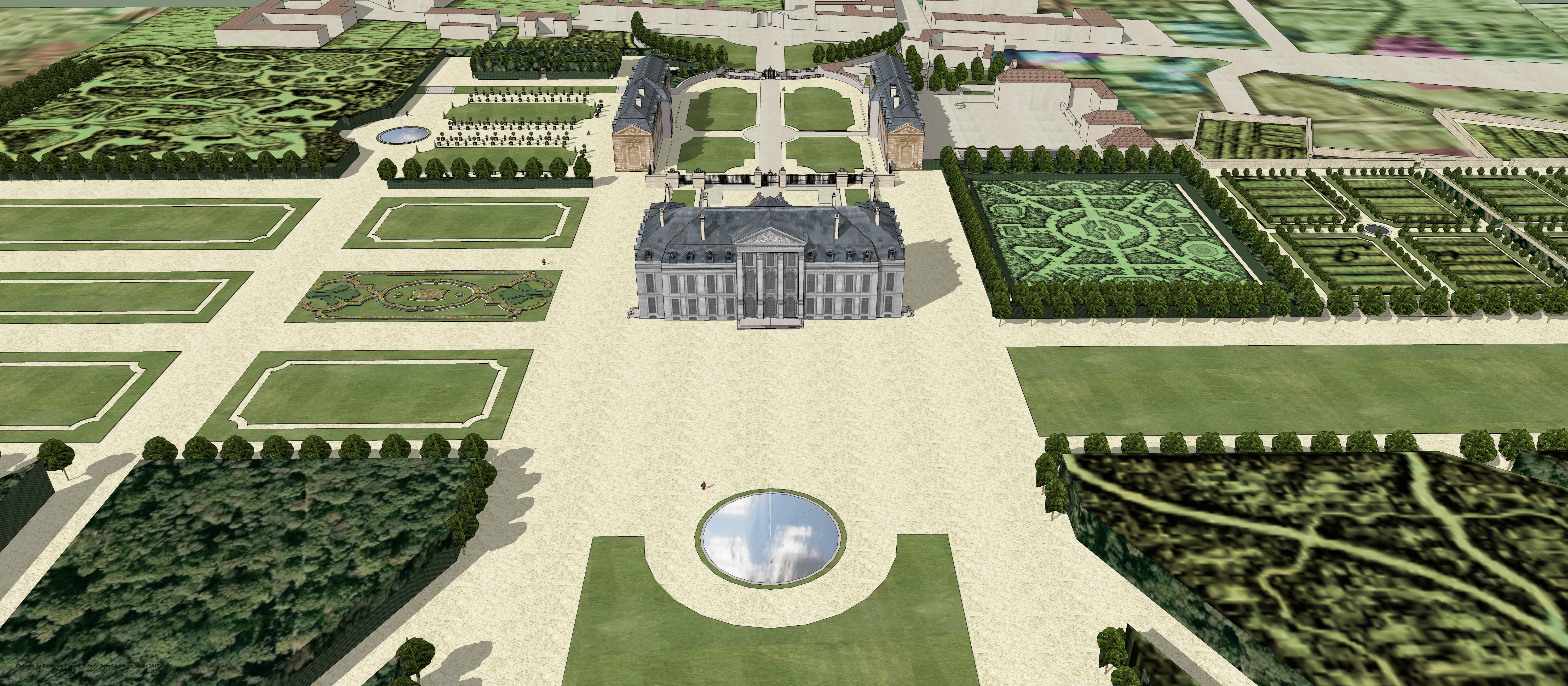
Vue cavalière du château de Roissy du côté du jardin. XVIIIe siècle.
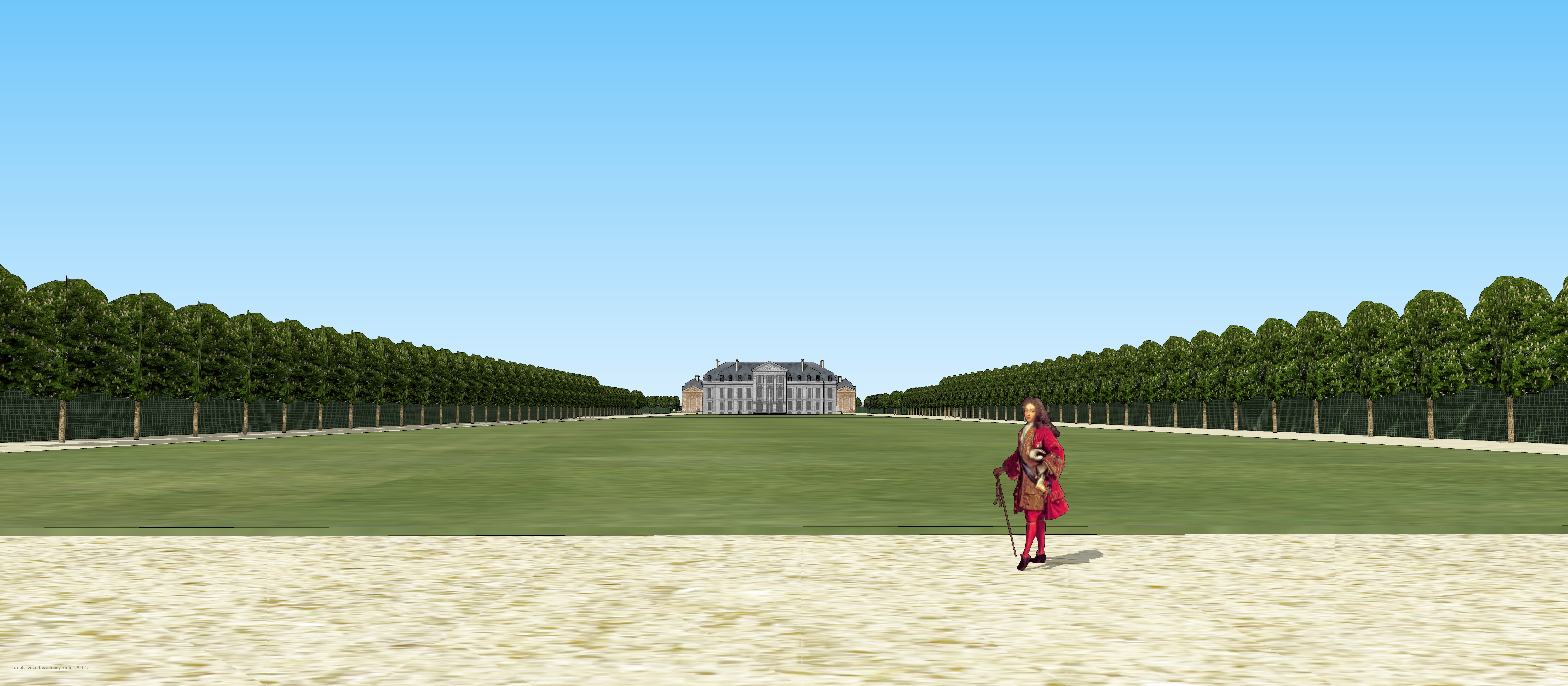
Vue du château depuis le bout du grand axe. XVIIIe siècle.
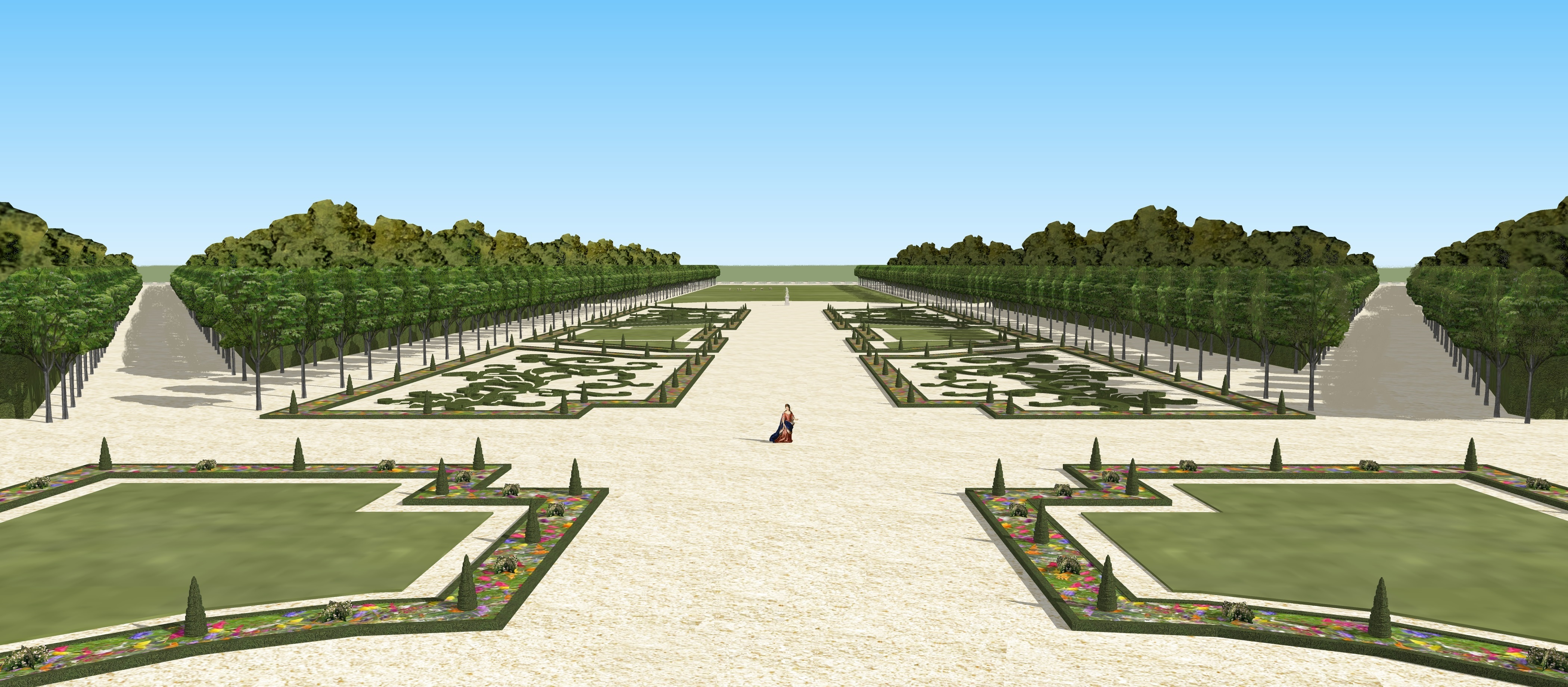
Restitution du grand parterre du château de Roissy, XVIIe siècle
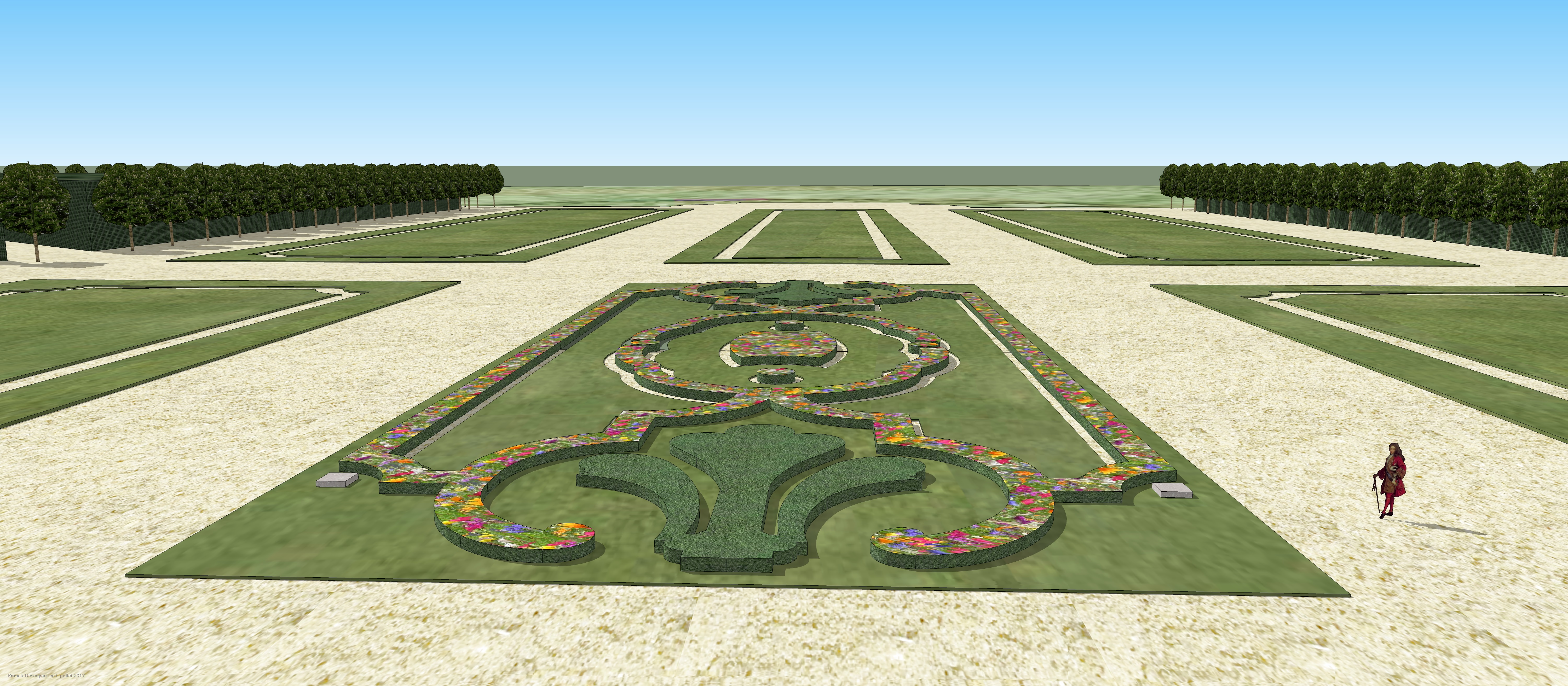
Vue sur le parterre sud depuis l'appartement du premier étage. XVIIIe siècle.
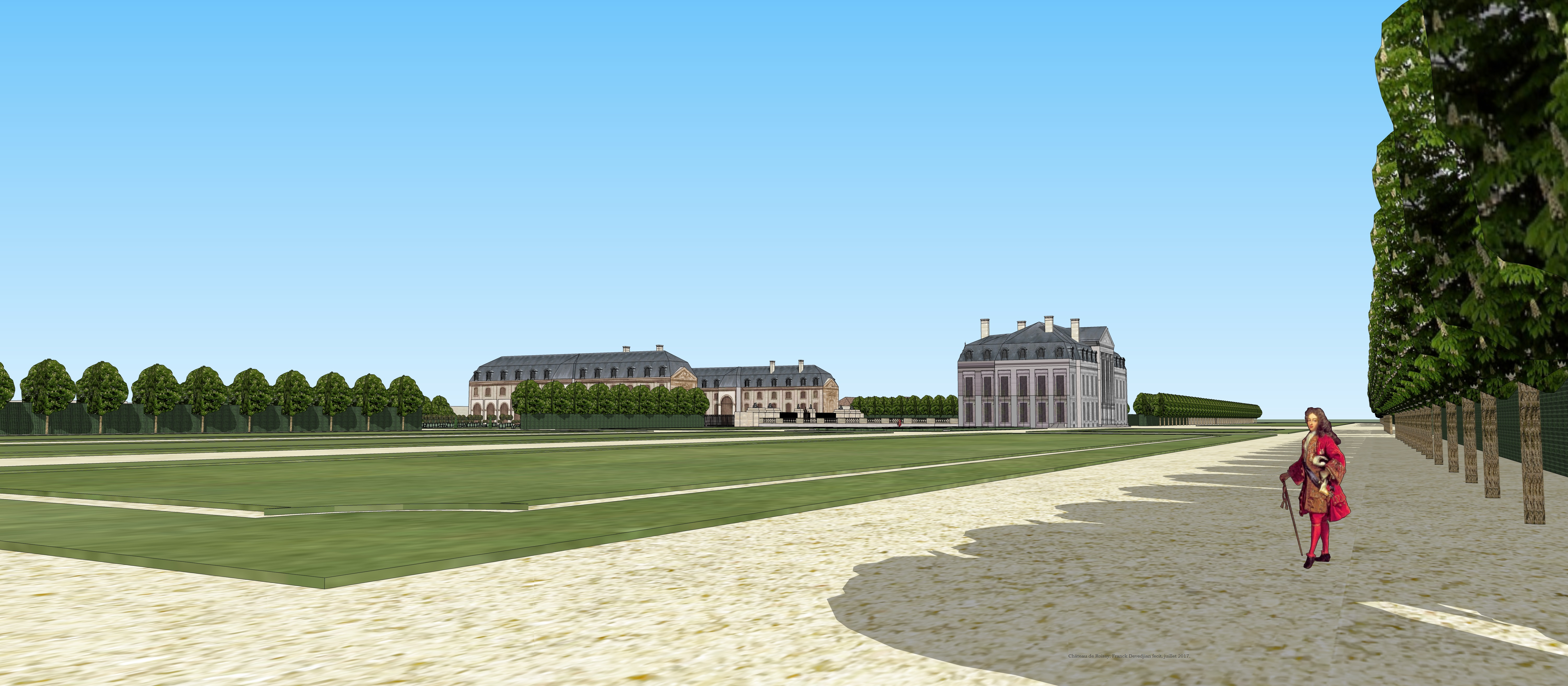
Vue du château et des communs depuis les parterres sud. XVIIIe siècle.
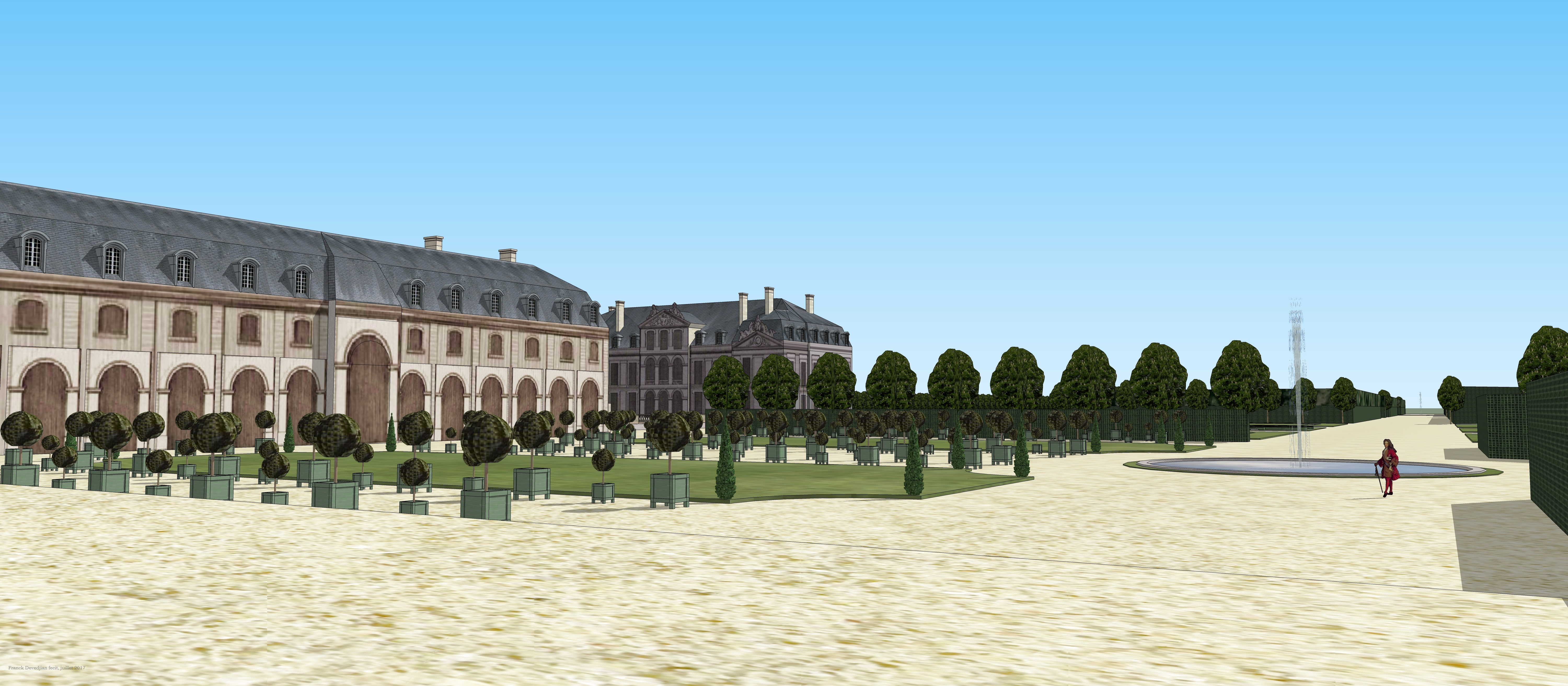
Vue sur le parterre de l'Orangerie de Roissy. XVIIIe siècle.
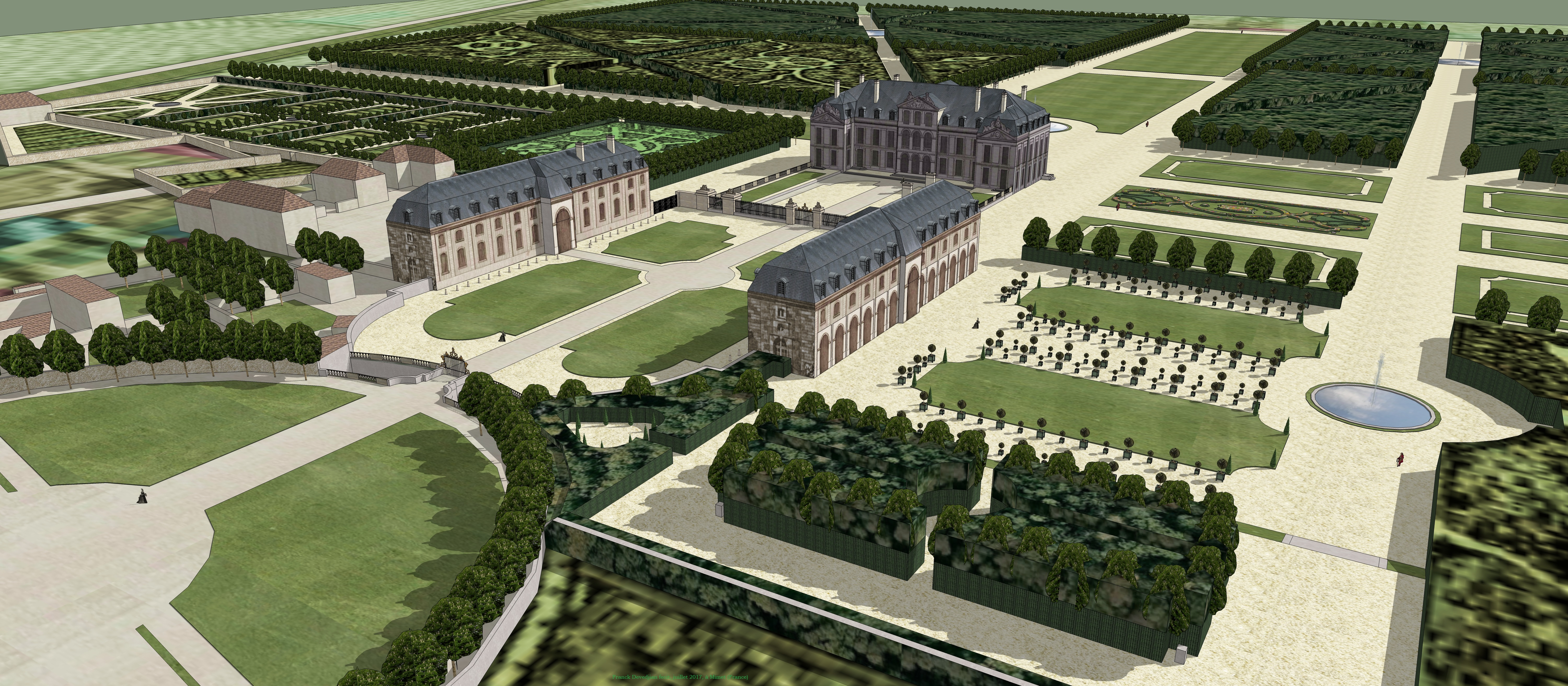
Vue cavalière sur le domaine de Roissy. XVIIIe siècle.